# Allochernes struyvei
Espèce
Allochernes struyvei est une espèce de pseudoscorpions de la famille des Chernetidae.

## Distribution
Cette espèce est endémique de Catalogne en Espagne. Elle se rencontre vers Setcases.

## Habitat
Ce pseudoscorpion est myrmécophile, il se rencontre dans les fourmilières de Formica paralugubris.

## Étymologie
Cette espèce est nommée en l'honneur de Tim Struyve.

## Publication originale
- Henderickx, 2011 : A new myrmecophilous Allochernes from ant nests in the high altitude of the eastern Spanish Pyrenees (Arachnida: Pseudoscorpiones: Chernetidae). Bulletin Société Royale Belge d’Entomologie, vol. 147, no 1, p. 79-83.